# Petre Ivanovici
Petre Ivanovici (n. 4 septembrie 1898, Băilești, Dolj, România – d. 1 februarie 1936, Cornereva, Caraș-Severin, România) a fost unul dintre cei mai cunoscuți aviatori români din perioada interbelică. Instructor de zbor la Centrul de Instrucție al Aeronauticii Române (militar) din Tecuci și la școala civilă de zbor a ARPA. Evoluează în numeroase demonstrații de acrobație aeriană, fiind unul dintre membrii inițiali ai formației Dracii Roșii.
Ia parte la raidul din 1933 din Africa, și la raidul din 3 ianuarie - 24 martie 1935 din Africa cu Irina Burnaia. Devine pilot al societății SARTA, înființată în 1935. Cade pilotând avionul Potez 560 F-AOCD al SARTA în urma unei defecțiuni mecanice, fiind primul aviator român victimă a unui accident aviatic al unei curse regulate civile.
Este comemorat prin mitinguri aviatice la aerodromul Cilieni, lângă Băilești.

## În Primul Război Mondial
În Primul Război Mondial se înrolează ca voluntar și este repartizat la Divizia 2-1 Cavalerie, comandată de generalul Cleante Davidoglu. Având gradul de plutonier de cavalerie, ia parte la forțarea Tisei și la șarjarea unităților lui Béla Kun. La 30 august 1919 face parte dintre cei 400 de cavaleriști ai celor trei escadroane de cavalerie ale Brigăzii 4 Roșiori care intră în Budapesta sub comanda generalului Gheorghe Rusescu, și asistă personal la episodul opincilor puse pe turnurile clădirii parlamentului.

## Formarea ca aviator
La terminarea războiului se retrage cu Regimentul 6 Cavalerie la Cluj, unde se împrietenește cu aviatorii din garnizoană. Pilotul Dumitru Maiorescu îl invită la aerodromul Someșeni, unde efectuează un zbor de jumătate de oră cu Ivanovici ca pasager, care se hotărăște să devină aviator. Spre norocul său, dintr-un ordin al Ministerului de Război află că se fac înscrieri la Centrul de Instrucție al Aeronauticii Române din Tecuci. Cere să fie transferat la aviație și i se aprobă. La admitere îl cunoaște pe Max Manolescu, cu care va fi coleg.
Școala o face pe avioane Spad 13 și Hansa-Brandenburg C.I, având ca șef de pilotaj pe căpitanul Gheorghe Jienescu. Instructorii școlii erau Marin Nicolae („Marin Putere”), Gogu Ștefănescu, Tănăsescu, Tase Rotaru, Pârvulescu, Naidinescu, lt. Ion Ruță („Nababul”), Ion Dincă („Moșul”), lt. Radu Rusescu („Dirijorul”), cmd. Atanase Enescu („Berbecu”) și căpitanul Constantin Beroniade. Este primul pilot al promoției 1923 scos la simplă, de Jienescu. Fiind un pilot foarte bun este reținut la școală, ca și Max Manolescu, ca instructor. În 1924 împreună cu Manolescu se perfecționează în zborul acrobatic într-un stagiu de trei luni efectuat pe avioane Spad-13 și Nieuport la Galați în escadrila de vânătoare a lt. Traian Pâclea.

## Susținerea mitingurilor aeriene

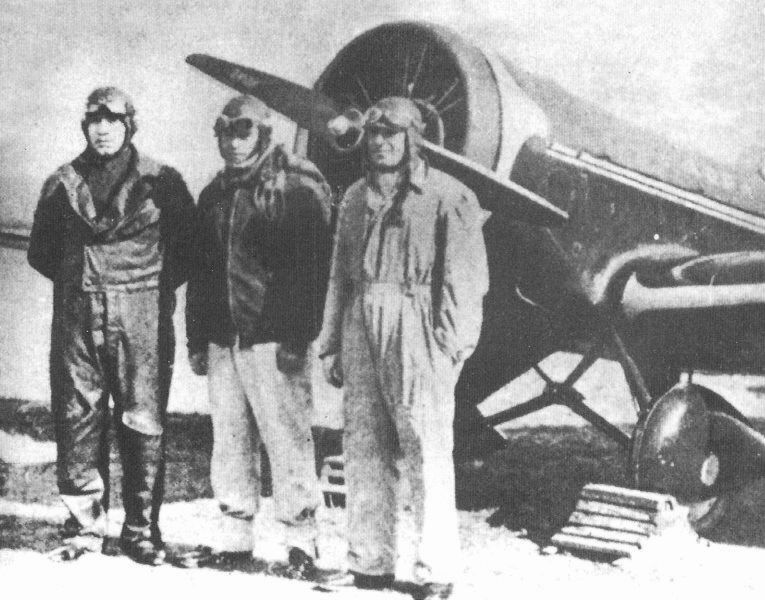
Petre Ivanovici cu Mihail Pantazi și Max Manolescu în formația „Dracii Roșii”.

Spectacolele aeriene sub formă de vânătoare de balonașe și simulări de lupte erau foarte gustate de public. Ivanovici evouează în acestea, inclusiv cu acrobație în formație. Primul spectacol de acest gen este susținut la 26 octombrie 1928 pe aeroportul Băneasa, cu avioane de vânătoare Fokker D.XI cu motor Hispano-Suiza 8 de 300 CP, cap de formație fiind Mihail Romanescu, aripă dreapta Ivanovici și aripă stânga Valdemar Keller. În octombrie 1930, la mitingul de la Băneasa s-au folosit avioane de tip de Havilland Moth, mai lente și mai ușor de urmărit de public. Ca aripă stânga zbura Max Manolescu, deoarece Keller decedase în luna iulie, la Iași.
În 1932 capul formației de acrobație devine căpitanul Mihail Pantazi, care era director de zbor la ARPA, iar evoluția se face pe trei avioane ICAR M23b ale ARPA, vopsite roșu. Demonstrația inaugurală este făcută la 16 octombrie, la mitingul de la Băneasa, cu care ocazie formația își capătă porecla de „Dracii Roșii". În 1934 și 1935 vor zbura pe avioane ICAR Universal Acrobatic.
În iunie 1934, la mitingul organizat de ARPA la Băneasa execută remorcarea unui planor pilotat de Valentin Popescu, una dintre primele remorcaje executate în România.

## Raiduri în Africa

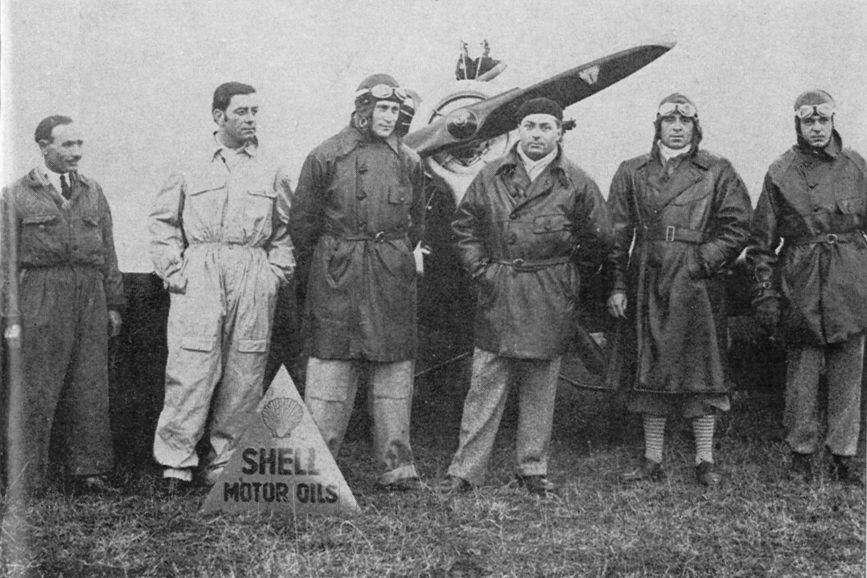
Înainte de raid: Ploeșteanu, Ivanovici, Davidescu, Cernescu, Manolescu și Pantazi.

### Raidul din 1933
Pentru popularizarea sportului și turismului aviatic, precum și pentru afirmarea aviației românești, locotenent-comandorul Alexandru Cernescu, căpitanul George Davidescu și Mihail Pantazi au studiat posibilitatea realizării unui raid aviatic pe distanță mare. Inițial, traseul propus era în jurul Mării Mediterane, în lungime de c. 10 000 km, dar varianta a fost abandonată deoarece nu era considerată suficient de dificilă. În final s-a optat pentru un traseu dus-întors până la Cape Town, în lungime de c. 24 000 km.

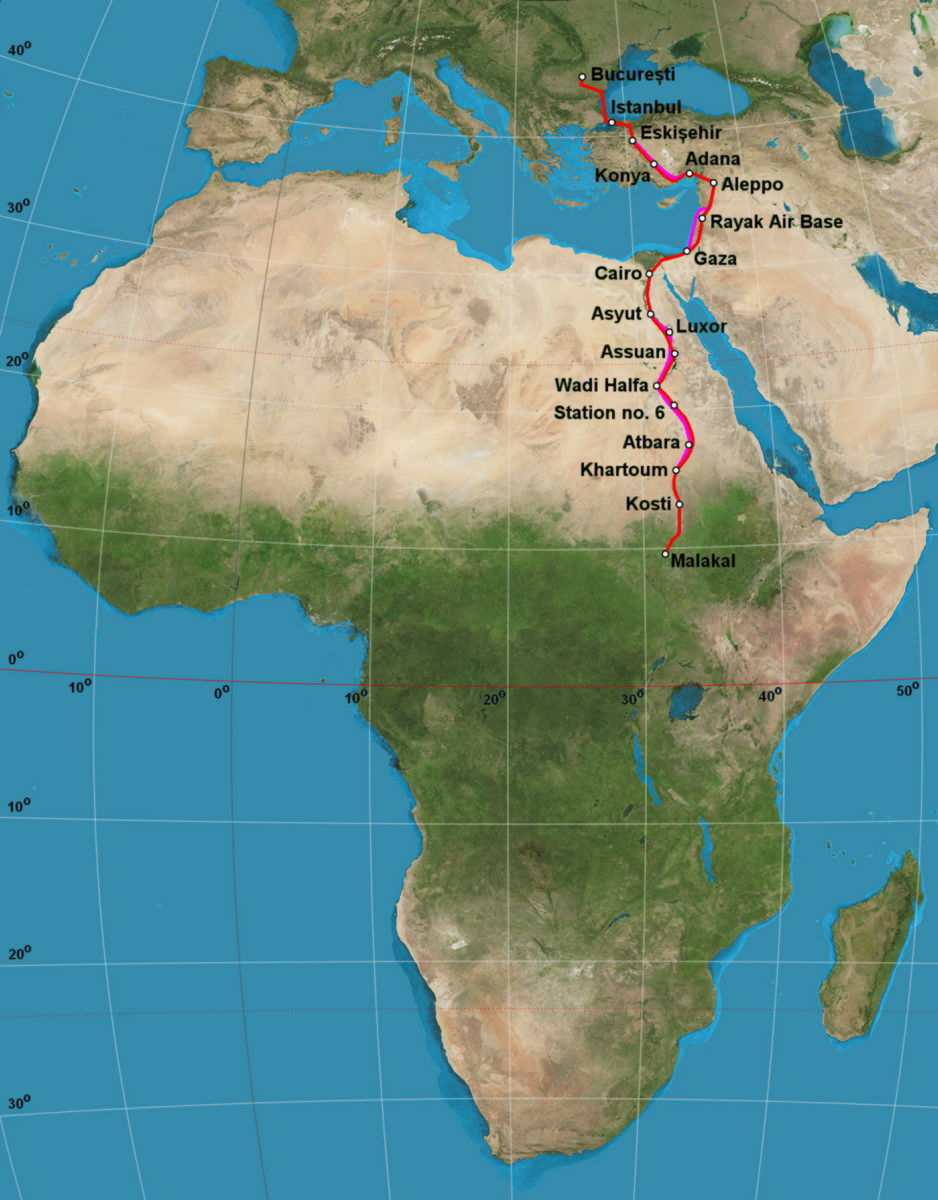
Traseul raidului la Malakal

Traseul planificat era București – Istanbul – Eskișehir – Konya – Adana – Alep – Damasc – Gaza – Cairo – Luxor – Assuan – Wadi Halfa – Atbara – Khartum – Malakal – Juba – Kisumu – Nairobi – Dodoma – Mbeya – Mpika – Broken Hill – Salisbury – Bulawayo – Pietersburg – Johannesburg – Kimberley – Victoria West – Cape Town și retur.
Ca material volant s-a apelat la trei avioane ICAR M23b ale ARPA, amenajate pentru raid, iar ca echipaje la doi piloți de linie și instructori de zbor, Ivanovici și Manolescu, și la un mecanic-pilot, Dumitru Ploeșteanu. Cele trei echipaje au fost formate din Davidescu și Ivanovici pe aparatul YR-ABL, Cenescu și Manolescu pe aparatul YR-AAP și Ploeșteanu și Pantazi pe aparatul YR-ABO.
Raidul începe la 22 octombrie, ora 7, cu plecarea de la Băneasa. La 25 octombrie trec foarte greu peste Munții Taurus. Până la Khartum raidul decurge normal.La Khartum motorul avionului YR-ABO este revizuit. La 4 noiembrie ajung la Malakal, unde sunt prinși de o ploaie torențială. Lacul cu care sunt impregnate și husele nu pot proteja avioanele, iar placajul se moaie și se vălurește, afectând performanțele de zbor. Ca urmare, se decide întreruperea raidului și întoarcerea pe același traseu. Ajung la Bănesa la 17 noiembrie. În raid s-au parcurs peste 10 500 km.

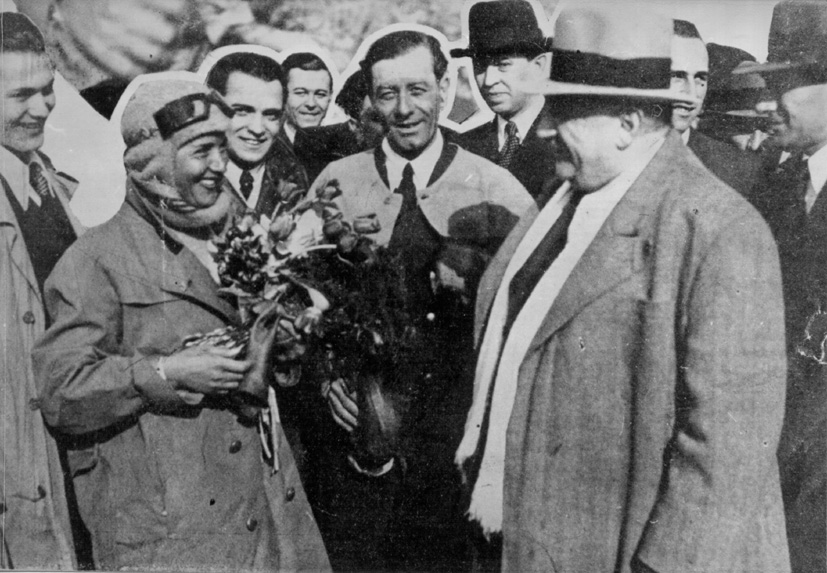
Irina Burnaia și Petre Ivanovici la întoarcerea din raidul din Africa.

### Raidul din 1935 cu Irina Burnaia
Irina Burnaia dorește să încerce și ea să realizeze raidul din Africa, cu avionul ei personal, un IAR 22 și apelează la Ivanovici să-i fie coechipier. Deși avionul avea un motor de 130 CP, mai puternic decât al avioanelor ICAR M23b, atât Ivanovici, cât și Max Manolescu considreră că era greoi și relativ slab motorizat.
Raidul începe la 3 ianuarie 1935, ora 10, cu plecarea de la Băneasa, dar este presărat cu incidente, ceea ce determină întreruperi la Eskișehir, Alep și Damasc. La Cairo rămân opt zile pentru o revizie completă a avionului. La 20 februarie zboară la Assuan, dar căldura îi obligă să decoleze la ora 4 dimineața. La Entebbe, datorită altitudinii de 1150  așteaptă cinci zile un vânt favorabil decolării. Ploaia tropicală zilnică afectează aparatul, iar aeroportul care urma, la Nairobi, era situat la altitudinea de peste 1600 m. Neavând nicio șansă să poată decola de la Nairobi, decid să întrerupă raidul, zburând, totuși, până la ecuator, deasupra lacului Victoria și se întorc pe același traseu. Ajung la Băneasa la 24 martie, ora 16. Raidul a durat în total 80 de zile, din care doar 16 de zbor efectiv, restul fiind întârzieri. În total s-au parcurs peste 16 000 km.

## Pilot de linie
Este solicitat de companiile civile de transport să devină pilot de linie. În 1933 își ia brevetul de pilot civil și începe să execute curse pentru LARES. În 1935 trece la SARTA. Este calificat pentru zbor pe toate aparatele din dotarea aviației militare și civile.
La 1 februarie 1936, efectuează ultimul său zbor, pe ruta Arad – București, pilotând avionul Potez 560 F-AOCD al SARTA într-un zbor fără pasageri. Deoarece era un zbor fără vizibilitate, pentru a evita ciocnirea cu munții urcă ceva mai sus. Avionul suferă o avarie, radiotelegrafistul Gheorghe Serdie emite apelul « avion cassé » (română avion stricat), apel înregistrat de posturile terestre din Belgrad, Turnu Severin și Băneasa și cere informații privind poziția avionului, pe care însă nu le primește. Avionul nu poate menține altitudinea și, după 7 minute, la ora 15,35'56" (după ceasul lui Ivanovici) percutează vârful Zglivar al masivului Vlașcu Mic din Munții Cernei. Întregul echipaj, pilotul Ivanovici, pilotul secund Ion Nicolae și radiotelegrafistul Serdie își pierd viața. Ancheta ulterioară nu poate stabili precis cauza defecțiunii, dar accidentul seamănă cu unul ulterior al unui Potez 560 în care a explodat un pneu al trenului de aterizare în locaș, ceea ce a dus la sfâșierea împânzirii din jur. Recomandările au fost modificarea presiunii în pneuri.
În cariera sa Petre Ivanovici a instruit peste 500 de piloți și a acumulat 6000 ore de zbor.